# Ladislav Špitálník
Ladislav Špitálník, křtěný Ladislav Jan, uváděn též Ladislalav J. Špitník (6. dubna 1901 Libeň – 6. června 1951 Brno), byl český malíř, krajinář a grafik.

## Život
Narodil se v Libni v rodině sazeče Aloise Špitálníka a jeho ženy Anny rozené Kozlerové. Ladislav měl ještě mladší sestru Zdeňku (*1903). Malířství studoval soukromě v malířské škole Aloise Kalvody, Ferdinanda Engelmüllera a J.A.Plačka. Malíř podnikl několik studijních cest po Itálii a na Jadran.
Ladislav J. Špitálník (Špitník) se specializoval na krajinomalbu, např. z Chodska, Jilemnicka, Plzeňska a Pošumaví. Maloval též rozličné genry, jako například prostředí železáren a vysokých pecí, trhů a architektonických prvků.

## Výstavy (výběr)
- 1926 Třeboň
- 1929 České Budějovice
- 1942 Hradec Králové
- 1943 Plzeň
- 1944 Poděbrady

a v několika dalších městech

## Galerie

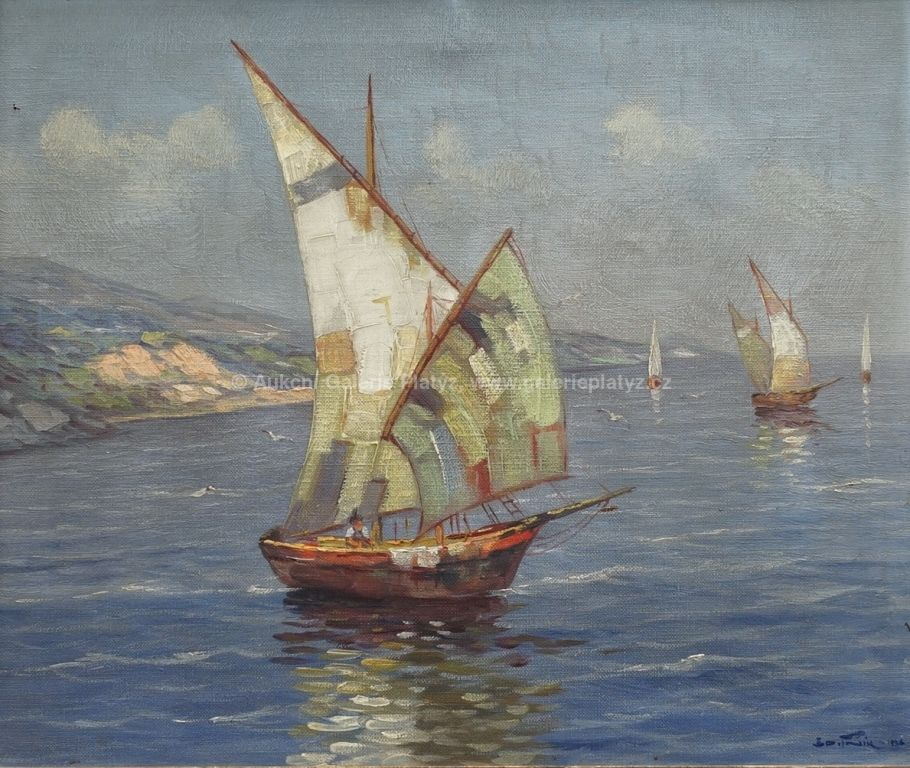
U Splitu olej na plátně (1936)
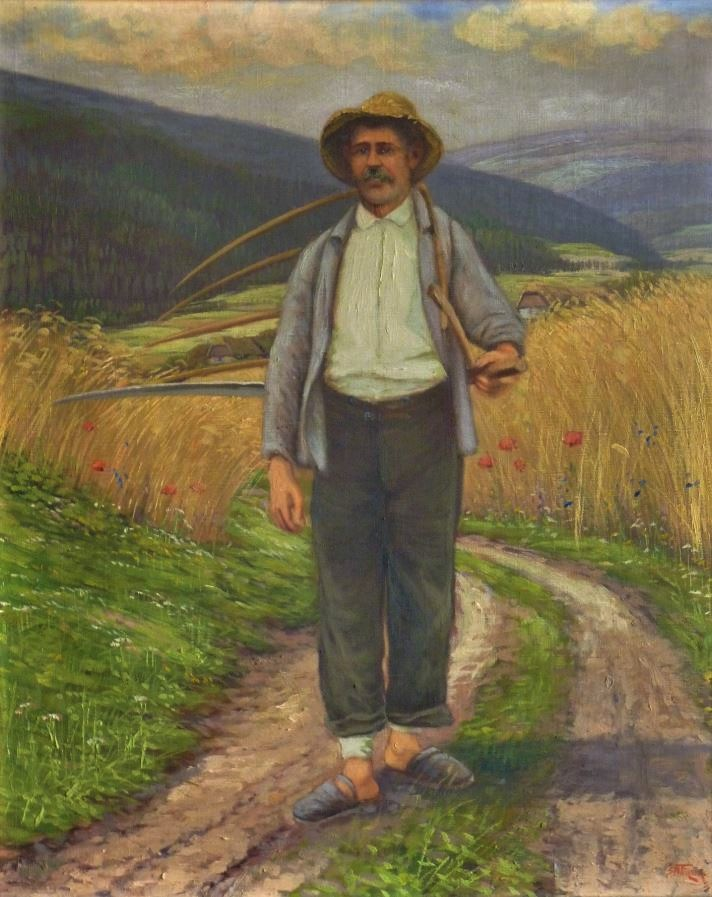
V lese (olej na plátně)
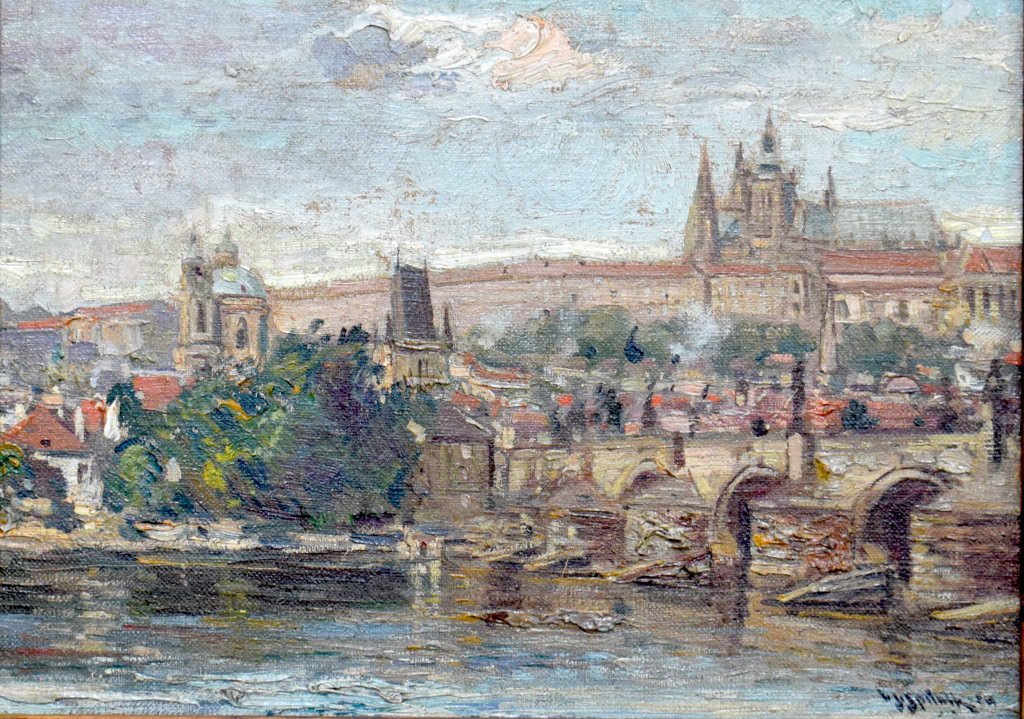
Praha (olej na plátně)
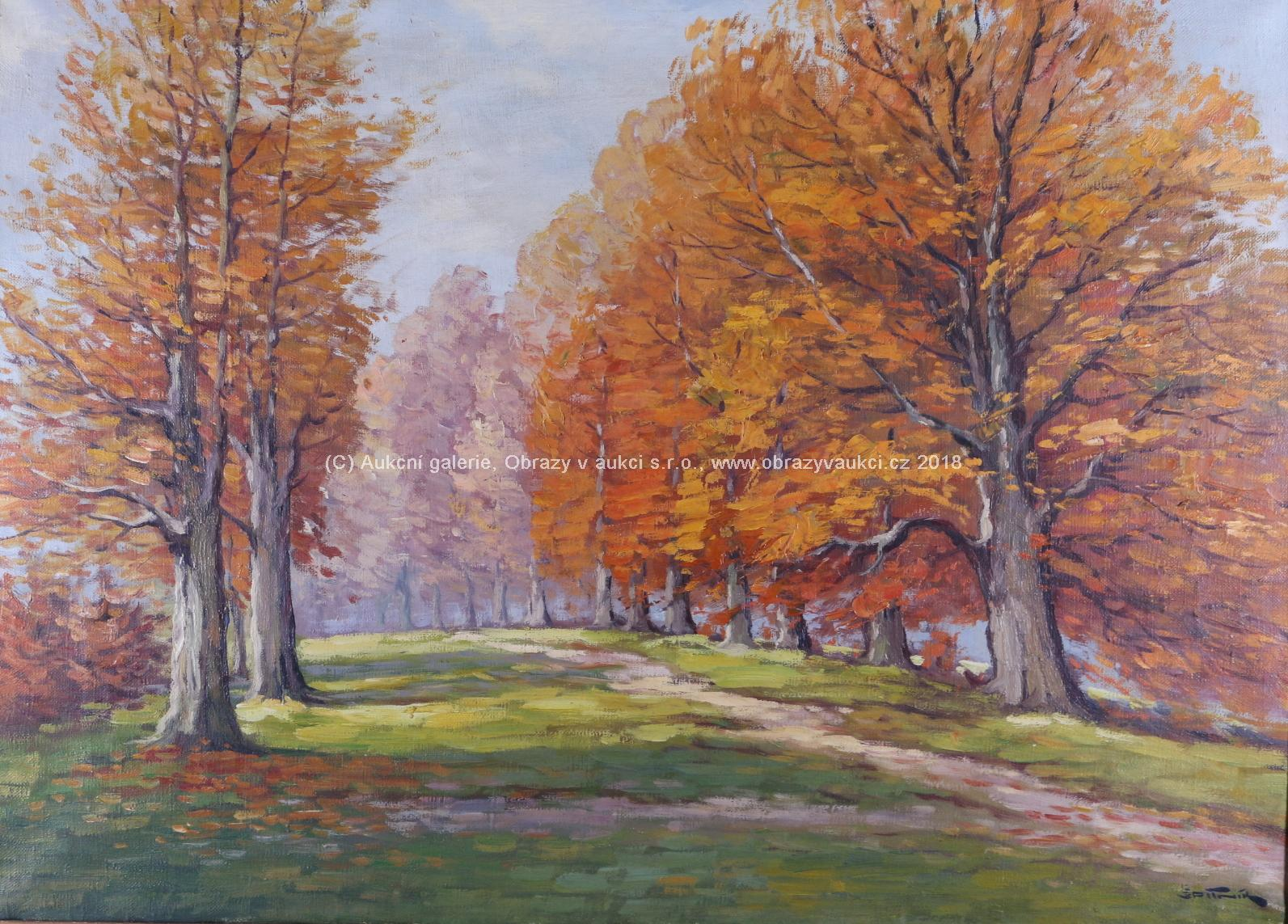
Třeboň - hráz rybníka Opatovického (olej na plátně)